# Hair (Little Mix)
Hair è un singolo del girl group britannico Little Mix, pubblicato il 28 agosto 2015 come singolo promozionale del loro terzo album in studio Get Weird, e successivamente estratto come quarto singolo ufficiale il 15 aprile 2016.

## Video musicale
Il videoclip del singolo è stato pubblicato il 20 aprile 2016 sul loro profilo Vevo di YouTube al quale ha partecipato anche il rapper Sean Paul.

## Classifiche
| Classifica (2016) | Posizione massima |
| ----------------- | ----------------- |
| Australia         | 10                |
| Belgio (Fiandre)  | 64                |
| Francia           | 137               |
| Irlanda           | 20                |
| Nuova Zelanda     | 32                |
| Regno Unito       | 11                |